# 里約環境與發展宣言
里約環境與發展宣言（簡稱里約宣言），是一份由聯合國環境與發展會議（又稱地球高峰會）在1992年發表的簡短文件。里約宣言包括27條原則，旨在指導今後世界各地的可持續發展。

## 里約宣言的27條原則
第1條原則：人類的角色
人類處在關注持續發展的中心。他們有權同大自然協調一致從事健康的、創造財富的生活。
第2條原則：國家主權
根據聯合國憲章和國際法原則，國家擁有主權權利利用自己的資源依照本國環境與發展政策，並有責任確保該活動在其管轄或控制不對其他國家或地區以外的國家管轄範圍內的環境造成損害。
第3條原則：發展權
發展權必須得到履行，以便公平地滿足當代人和後代人的發展與環境需要。
第4條原則：環境保護的發展進程
為了實現可持續發展，環境保護應成為發展進程中的一個組成部分，不能孤立地考慮它。
第5條原則：消除貧困
所有國家和所有人民應相互合作的基本任務是消除貧困作為可持續發展必不可少的條件，目的是縮小生活水平差異和更好地滿足世界上大多數人的需求。
第6條原則：優先考慮最不發達國家
特殊情況和發展中國家的需要，特別是最不發達國家和環境最脆弱的，應給予特別優先考慮：國際行動在環境與發展領域也應該考慮所有國家的利益和需要。
第7條原則：國家合作，以保護生態系統
各國應展開合作，本著全球夥伴精神，以維持，保護和恢復的健康和完整的地球生態系統：鑑於不同的對全球環境惡化的因素，各國負有共同但有區別的責任。
第8條原則：減少不可持續的生產和消費模式
實現可持續發展和較高的生活質量，所有的人，各國應減少和消除無法持續的生產和消費模式，並推行適當的人口政策。
第9條原則：可持續發展建築
各國應進行合作，通過交流科技知識，和加強發展，適應、傳播和轉讓技術，包括新技術和創新技術，加強內部能力建設以促進可持續發展。
第10條原則：公眾參與
環境議題是最好得到有關各方公民的參與：每一個人都應能適當地獲得關於環境的資料，或是由公共部門，包括自己的社區的有害物質和活動的信息，並有機會參與環境議題的決策過程：各國應促進和鼓勵公眾認識和參與決策。應提供採用司法和行政程序的有效途徑，其中包括賠償和補救措施。
第11條原則：國家環境立法
各國應制定有效的環境法例。
第12條原則：支持和開放的國際經濟體系
各國應進行合作，以促進有利的和開放的國際經濟體系，將有助所有國家的經濟增長和可持續發展，以便更好地處理環境退化問題：單方面的行動，以處理環境挑戰的管轄範圍之外的進口國，應當避免：環保措施處理跨界或全球性環境問題應盡可能的基礎上達成國際共識。
第13條原則：受害者提供污染和其他環境損害的賠償
各國應制定國內法中關於賠償責任，賠償與污染和其他環境損害的受害者：各國也應進行合作，以迅速和更堅決的方式進一步發展國際法有關賠償責任。
第14條原則：國家合作，以防止對環境的傾銷
各國應有效合作，以阻止或預防的搬遷和轉移到其他國家的任何活動和物質，造成嚴重的環境退化或對危害人體健康。
第15條原則：預防原則
各國根據自己的能力應廣泛應用預防辦法，保護環境。凡有嚴重威脅或不可逆轉的損害，不得使用缺乏充分的科學確定性為理由推遲防止環境退化的措施。
第16條原則：國際化的環境成本
國家當局應努力促進環境成本內部化和使用經濟手段，同時考慮到這樣的做法，即污染者原則上應承擔污染費用，並適當考慮到公眾利益和不扭曲國際貿易和投資。
第17條原則：環境影響評估
各國應以環境影響評估作工具，監管有可能對環境產生重大不利影響的活動。
第18條原則：自然災害通報
各國應立即通知其他國家的任何自然災害或其他緊急情況，這種情況有可能產生對那些國家環境的突發影響：國際社會應作出一切努力為幫助受災國。
第19條原則：事先和及時通知
國家應提供事先和及時通知和相關的信息。
第20條原則：婦女具有重大作用
婦女在環境管理和發展起重要作用：她們的充分參與，對實現可持續發展至關重要。
第21條原則：青年動員
青年具有創造力、理想和勇氣，是全世界青年應當動員起來，建立全球夥伴關係，以實現可持續發展和確保一個更美好的未來所有。
第22條原則：土著人民具有重大作用
土著人民及其社區和其他當地社區的環境管理和發展起重要作用：各國應承認和適當支持他們的身份，文化和利益，使它們有效地參與實現可持續發展。
第23條原則：壓迫下的人民
在統治和佔領下，環境和自然資源應得到保護。
第24條原則：戰爭
戰爭本來就是破壞可持續發展：因此各國必須遵守國際法在武裝衝突期間提供保護環境，和合作促進其進一步發展。
第25條原則：和平，發展和保護環境
和平，發展和環境保護是相互依存和不可分割的。
第26條原則：解決環境爭端
國家應根據聯合國憲章通過合適的手段解決所有環境的爭端和。
第27條原則：合作的國家和人民
國家和人民應真誠合作和夥伴關係的精神，履行所體現的原則在本宣言和進一步發展國際法領域中的可持續發展。

## 外部連結
- UN Documentation Centre （页面存档备份，存于） The full text of the Rio Declaration.
- 联合国里约环境与发展宣言(1992)（中华人民共和国商务部，全球法规网）